# (4426) Roerich
(4426) Roerich ist ein Hauptgürtelasteroid, der am 15. Oktober 1969 von Ljudmila Iwanowna Tschernych vom Krim-Observatorium aus entdeckt wurde.
Der Asteroid wurde nach der russischen Familie Roerich benannt.